# Marco Mendogni
Marco Mendogni (Parma, 1953) è uno scrittore italiano.

## Biografia
Marco Mendogni è nato a Parma nel 1953 e vive a Bologna. E' storico d’arte per diletto; benché di formazione umanistica, i suoi studi universitari e la professione si sono sviluppati nel settore delle scienze matematiche e fisiche applicate. Alcuni suoi articoli di Ricerca Operativa sono stati pubblicati o citati su riviste e testi universitari specialistici; ma è nel campo letterario che la sua passione per la Storia, la Natura e l’Arte ha trovato modo di esprimersi. Nella prima produzione (due romanzi e una raccolta di brevi racconti) ha trasfuso le sensazioni provate durante le sue ricerche in racconti di fantasia, in cui il lettore si muove agevolmente tra personaggi veritieri, cogliendo appieno la vita, la mentalità e la cultura di tempi passati. Successivamente è maturato il momento di presentare il risultato dei propri studi in forma saggistica.

## Opere

### Romanzi
- L'allegoria del 3º braccio. Le vicende di Arduino e Costanza nell'Emilia del XII secolo, Editore Il Fiorino - MO - 2004

L'autore ci porta a Modena nel 1106 la sera precedente la rivelazione delle Reliquie di San Geminiano. Il romanzo, attraverso le vicende di Arduino, cavaliere al servizio della contessa Matilde di Canossa, rievoca, con l'efficacia di un saggio, la vita, la cultura e il sentire della società emiliana agli albori del XII secolo, spaziando tra la Modena del duomo di Lanfranco e Wiligelmo (delle cui sculture vengono fornite alcune interpretazioni), e l’Appennino dei castelli e delle pievi.
- Oi Romanoi. La vicenda di Marcello ed Iselberga fra Bizantini e Longobardi, Edizioni Editografica - BO - 2008

Romanzo storico, il cui titolo riecheggia l’ambientazione in età bizantina della trama, che ha come muti personaggi la basilica di San Vitale in Ravenna e i suoi mosaici ed è ambientato nell'Italia settentrionale del VII secolo d.C. tra Ravenna, Bologna e Verona.

### Novelle
- Tre novelle, Editore Giraldi - BO - 2005

Tre racconti collocati nella montagna modenese, che hanno il respiro dell'agile romanzo storico per l'ambientazione, lo studio psicologico dei personaggi e l'intreccio delle vicende. La prima novella è a sfondo amoroso ed è ambientata nel '300; la seconda tratta della vita di una strega cinquecentesca; la terza, collocata ai tempi dell'occupazione napoleonica è legata ad un complotto per liberare il Papa Pio VII 
prigioniero di Napoleone.

### Cortometraggi
- I monti di Arduino, autoprodotto - 2007

Tratto dal suo romanzo "L'allegoria del 3º braccio" è stato presentato alla manifestazione Appennino Cinemafestival del 2007 ed è stato premiato con la targa della "Comunità Montana del Frignano" (durata 38').

### Saggi
- Giannozzo e il rebus della Tavola di Urbino, Maschietto Editore - FI - 2013

Molti studiosi si sono confrontati con l'enigma dei tre personaggi della Flagellazione di Cristo, la celebre tavola di Piero della Francesca. In questo saggio l'autore avanza una nuova ipotesi basata su un accurato studio dei documenti archivistici e su un'attenta comparazione iconografica.
- Montovolo a tutto tondo: arte, storia e miti in Memorie dell'Accademia degli Indomiti, Cantelli Rotoweb Editore - BO - 2012

In veste di cronaca di viaggio semiseria a Montovolo (BO) dell'Accademia bolognese degli Indomiti, di agevole lettura, si cela una dotta raccolta, accuratamente documentata, di notizie storiche e artistiche su quest'area della montagna bolognese che conserva ancora tracce di presenze etrusche e altomedievali.
- La Veneranda pittura della Vera Croce di Piero della Francesca, Angelo Pontecorboli Editore – FI – 2019

Il celebre ciclo di affreschi della Storia della Vera Croce, dipinto da Piero della Francesca nella basilica di S. Francesco in Arezzo, è visitato, partendo da una plausibile ricostruzione dell’interno della chiesa nella seconda metà del ‘400, nelle vesti prima di un legnaiolo aretino, poi in quelle di un patrizio veneziano e, da ultimo, di un magistrato fiorentino, al fine di proporne una visione conforme all’immaginario popolare e alla cultura umanistica a cavallo tra Medioevo e Rinascimento.
- Mater mea dulcissima di Wanda Benatti, Angelo Pontecorboli Editore – FI – 2022

Si tratta del resoconto delle esperienze vissute e degli studi intrapresi dall’Autore dopo essersi imbattuto nel sito della pittrice contemporanea Wanda Benatti. L’impressione ricevuta dall’osservazione delle opere ivi riprodotte, tra cui l'opera Mater mea dulcissima, fu tale da suscitare in lui istintivo l’interesse di conoscere “virtualmente” la loro creatrice e l'occasione ebbe insperati sviluppi.